# Нозири, Хусрав
Хусрав Нозири (тадж. Хусрав Нозирӣ, род. 19 апреля 1967, Душанбе) – таджикский дипломат. Бывший генеральный секретарь Организации экономического сотрудничества (ОЭС). Чрезвычайный и Полномочный Посланник 2-го класса.

## Биография
Родился 19 апреля 1967 года в Душанбе.
Окончил факультет востоковедения Таджикского государственного университета в 1991 году.
В 1991–1994 гг. – Младший научный сотрудник Института письменного наследия Академии наук Таджикистана.
В 1993–1994 гг. – Ведущий специалист Отдела международных отношений Исполнительного комитета города Душанбе.
В 1994–1995 гг. – Третий секретарь Управления государственного протокола МИД РТ.
В 1995–1998 гг. – Второй секретарь Управления двусторонних и многосторонних отношений МИД РТ.
В 1998–2001 гг. – Первый секретарь Управления стран Азии и Африки МИД РТ.
В 2001–2007 гг. – Первый секретарь Посольства Республики Таджикистан в Китайской Народной Республике.
В 2007–2008 гг. – Первый секретарь Управления международных организаций МИД РТ.
В 2008–2009 гг. – Начальник Управления стран Европы и Америки МИД РТ.
В 2009–2013 гг. – Советник Постоянного представительства Республики Таджикистан при Организации Объединенных Наций в Нью-Йорке.
В 2013 г. (февраль-август ) – Начальник Управления международных организаций МИД РТ.
В 2013-2014 гг.– Начальник Управления стран Азии и Африки МИД РТ.
В 2014 – 2019 гг. – Чрезвычайный и Полномочный Посол Республики Таджикистан в Арабской Республике Египет. Постоянный представитель Республики Таджикистан при Лиге арабских государств с 13 сентября 2015 года по 10 апреля 2019 года. Посол-нерезидент Республики Таджикистан в Южно-Африканской Республике с 4 декабря 2015 года по 10 апреля 2019 года, Федеративной Демократической Республике Эфиопия с 27 января 2016 года по 10 апреля 2019 года, Алжирской Народно-Демократической Республике с 21 июля 2016 года по 10 апреля 2019 года и Королевстве Марокко, с 26 октября 2016 года по 10 апреля 2019 года.
В 2019 – 2021 гг. –  первый заместитель министра иностранных дел Республики Таджикистан.
С 13 августа 2024 года – Генеральный секретарь Организации экономического сотрудничества (ОЭС).
С 3 сентября 2024 года – Заместитель Генерального директора Исламской организации по продовольственной безопасности.